# ラルフ・フリーク (初代準男爵)
初代準男爵サー・ラルフ・フリーク（英語: Sir Ralph Freke, 1st Baronet、1675年6月2日 – 1717年）は、アイルランド王国の政治家。

## 生涯
パーシー・フリークとエリザベス・フリーク（ラルフ・フリークの娘）の息子として、1675年6月2日に生まれた。
1699年3月5日、エリザベス・ミード（Elizabeth Meade、1750年10月6日没、初代準男爵サー・ジョン・ミードの娘）と結婚した。
- パーシー（1700年 – 1728年） - 第2代準男爵
- ラルフ（1702年頃 – 1727年） - 生涯未婚
- グレース - 1741年6月、ジョン・エヴァンス（John Evans、1754年没、初代カーベリー男爵ジョージ・エヴァンスの息子）と結婚、子供あり。初代準男爵サー・ジョン・エヴァンス＝フリークの母
- ジョン・レッドモンド（1707年5月6日以前 – 1764年） - 第3代準男爵

1703年から1717年までクロナキルティ選挙区の代表としてアイルランド庶民院議員を務めたほか、1709年にコーク県長官を務めた。
1713年6月4日、グレートブリテン貴族における準男爵に叙された。
1717年に死去、息子パーシーが準男爵位を継承した。